# 利帕河畔卡梅尼采

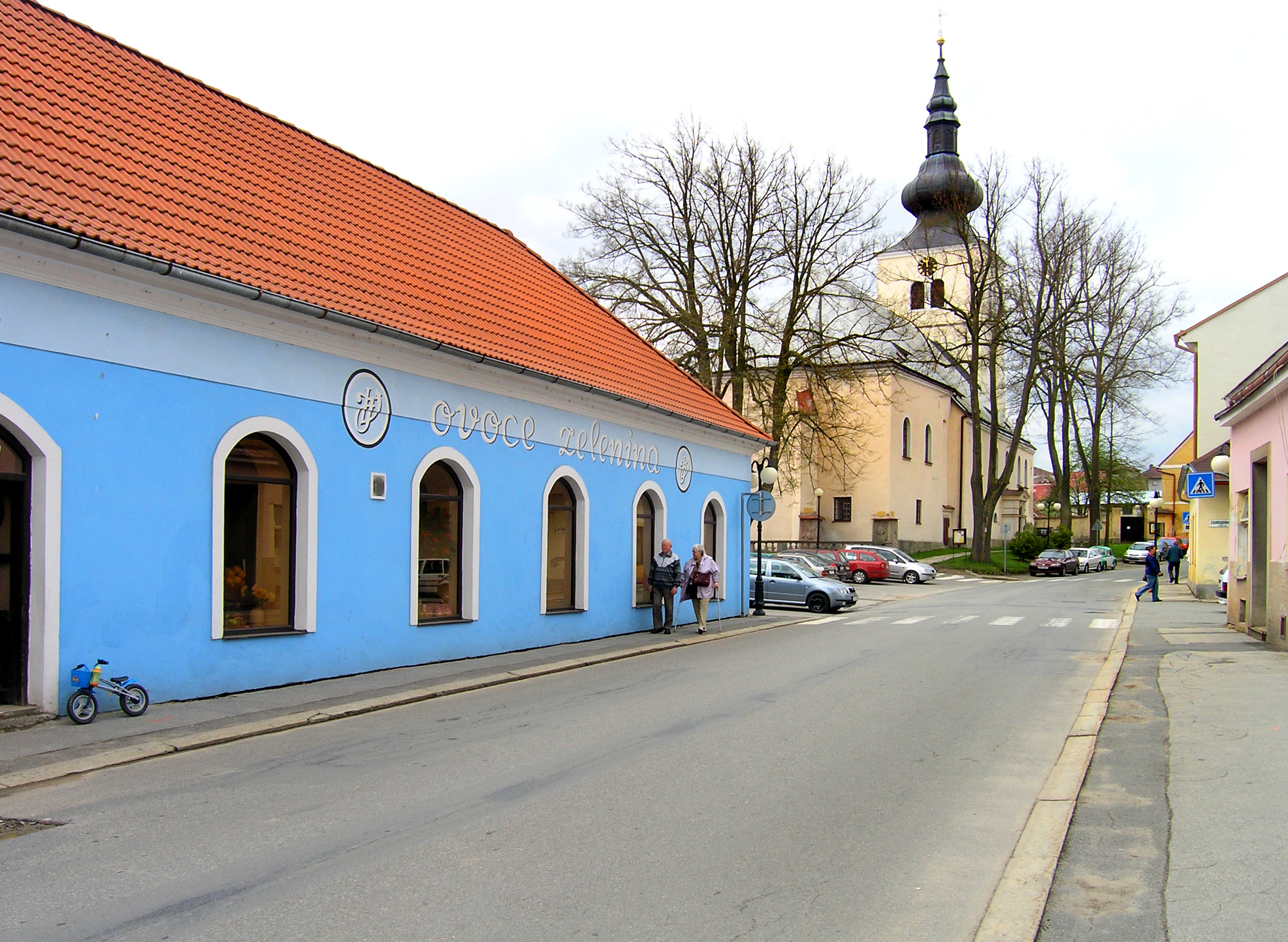

利帕河畔卡梅尼采是捷克的城鎮，位於該國南部，由維索基納州負責管轄，面積31.53平方公里，海拔高度563米，是作曲家維捷斯拉夫·諾瓦克的出生地，2001年人口達4,119。